# Aut Erickson
Autry Raymond Erickson (Lethbridge, 25 gennaio 1938 – Moreno Valley, 21 agosto 2010) è stato un hockeista su ghiaccio e allenatore di hockey su ghiaccio canadese.

## Carriera
Aut Erickson giocò da ragazzo per diverse squadre giovanili in diversi campionati del Canada occidentale, debuttando inoltre fra i professionisti giocando due incontri nella Western Hockey League. Dopo aver trascorso la stagione 1958-1959 sempre nella WHL con i Calgary Stampeders fu messo sotto contratto dai Boston Bruins nella National Hockey League, giocandovi per le due stagioni successive.
Dal 1961 al 1964 giocò invece nell'organizzazione dei Chicago Blackhawks, conquistando nel 1963 una Calder Cup con il farm team in American Hockey League dei Buffalo Bisons. Nella stagione 1964-65 giocò ancora in AHL con la formazione affiliata ai Detroit Red Wings, i Pittsburgh Hornets.
Nel 1965 fu ceduto ai Toronto Maple Leafs, i quali lo mandarono in prestito nella WHL presso i Victoria Maple Leafs. Nella primavera del 1967 fu richiamato in NHL da Toronto per disputare un incontro dei playoff della Stanley Cup. Alla fine i Maple Leafs vinsero il titolo e nonostante una sola gara disputata il nome di Erickson fu inciso sul trofeo.
Nell'estate del 1967 durante l'NHL Expansion Draft Erickson fu scelto dagli Oakland Seals, una delle sei nuove franchigie iscritte alla National Hockey League. Vi giocò per una sola stagione prima di ritornare nella WHL. Dovette ritirarsi al termine della stagione 1969-1970 dopo un intervento alla schiena. Erickson morì nel 2010 a causa di un cancro.

## Palmarès

### Club
- Stanley Cup: 1

Toronto: 1966-1967
- Calder Cup: 1

Buffalo: 1962-1963

### Individuale
- WHL Second All-Star Team: 1

1966-1967
- SJHL First All-Star Team: 2

1956-1957, 1957-1958